# Андійський свистун
Андійський свистун (Telmatobius) — єдиний рід земноводних родини андійські свистуни ряду безхвості. Має 62 види. Раніше андійські свистуни належали до родин жаб'ячі, свистуни, деякий час зараховували до рогаткових. Лише з 2011 року визначено як самостійну родину.

## Опис
За своєю будовою схожі на представників родин свистуни та рогаткові (окрім наростів на повіках). Відрізняються за генетичними ознаками. Їх особливістю є спосіб життя: здатні мешкати на висоті до 4000—5000 м над рівнем моря, при невеликій кількості кисню. Витримують низькі температури, здатні тривалий час перебувати у холодні воді. Ведуть водний спосіб життя. Полюбляють озера, річки, струмки. Живляться водними безхребетними.

## Розповсюдження
Мешкають у гірській системі Південної Америки — Андах (Еквадорі, Перу, Болівії, Чилі, Аргентині). Звідси походить назва цих жаб.

## Види
| - †Telmatobius achachila - Telmatobius arequipensis - Telmatobius atacamensis - Telmatobius atahualpai - Telmatobius bolivianus - Telmatobius brachydactylus - Telmatobius brevipes - Telmatobius brevirostris - Telmatobius carrillae - Telmatobius ceiorum - Telmatobius chusmisensis - Telmatobius cirrhacelis - Telmatobius colanensis - Telmatobius contrerasi - Telmatobius culeus - Telmatobius dankoi - Telmatobius degener - Telmatobius edaphonastes - Telmatobius espadai - Telmatobius fronteriensis - Telmatobius gigas - Telmatobius halli - Telmatobius hauthali - Telmatobius hintoni - Telmatobius hockingi - Telmatobius huayra - Telmatobius hypselocephalus - Telmatobius ignavus - Telmatobius intermedius - Telmatobius jelskii - Telmatobius laticeps - Telmatobius latirostris | - Telmatobius macrostomus - Telmatobius marmoratus - Telmatobius mayoloi - Telmatobius mendelsoni - Telmatobius necopinus - Telmatobius niger - Telmatobius oxycephalus - Telmatobius pefauri - Telmatobius peruvianus - Telmatobius philippii - Telmatobius pinguiculus - Telmatobius pisanoi - Telmatobius platycephalus - Telmatobius punctatus - Telmatobius rimac - Telmatobius rubigo - Telmatobius sanborni - Telmatobius schreiteri - Telmatobius scrocchii - Telmatobius sibiricus - Telmatobius simonsi - Telmatobius stephani - Telmatobius thompsoni - Telmatobius timens - Telmatobius truebae - Telmatobius vellardi - Telmatobius verrucosus - Telmatobius vilamensis - Telmatobius yuracare - Telmatobius zapahuirensis |